# Kabinet van de Koning (België)
Het Kabinet van de Koning helpt in België de vorst met het uitoefenen van zijn taak als hoofd van de uitvoerende macht en wetgevende macht; het is de politieke rechterhand van de koning.

## Taken
Het kabinet houdt de koning op de hoogte van de politieke situatie van het land; het onderhoudt de banden met de regering, de premier en het parlement. Deze dienst speelt een rol tijdens regeringscrisissen en kabinetwissels. Ook internationale politieke dossiers komen zo tot bij de koning, en toespraken worden er voorbereid.
Daarnaast worden ook de audiënties behandeld die de koning moet uitvoeren.

## Samenstelling
De dagelijkse werking wordt waargenomen door een paar hoofddignitarissen, mensen die aan de top staan van de politieke en hofwereld in België:
- de kabinetschef (en eventuele adjunct-kabinetschefs)
- de diplomatiek adviseur
- de juridisch adviseur
- de persadviseur (huidige titel : Directeur Dienst Media & Communicatie)
- de economisch adviseur
- de adviseur sociale zaken (huidige titel : Directeur Dienst Rekwesten en Sociale Zaken)
- de archivaris

## De kabinetschef van de Koning
De kabinetschef van de Koning wordt beschouwd als het politiek geweten van de koning.
Dagelijks wordt hij door de koning in audiëntie ontvangen, en is dus de hoofddignitaris bij uitstek. Hij vertegenwoordigt ook de vorst in het parlement: als er dossiers zijn die de koning aan het hart liggen, dan zal de kabinetschef de debatten volgen vanuit de koninklijke loge in de kamer.
Meestal wordt de functie jarenlang door dezelfde persoon waargenomen; het hof draait zowat rond zijn persoon, als politiek strateeg.

### Lijst van kabinetschefs van de koning
| Koning      | Periode    | Naam                            |
| ----------- | ---------- | ------------------------------- |
| Leopold I   | 1831-1865  | Jules Van Praet                 |
| Leopold II  | 1866-1884  | Jules Van Praet & Jules Devaux  |
| Leopold II  | 1890-1901  | Paul de Borchgrave d'Altena     |
| Leopold II  | 1901-1909  | Edmond Carton de Wiart          |
| Albert I    | 1910-1925  | Guillaume d'Arschot Schoonhoven |
| Albert I    | 1926-1934  | Louis Wodon                     |
| Leopold III | 1934-1938  | Louis Wodon                     |
| Leopold III | 1939-1945  | Louis Fredericq                 |
| Boudewijn   | 1950-1955  | Hubert Verwilghen               |
| Boudewijn   | 1955-1961  | René Lefèvre                    |
| Boudewijn   | 1961-1977  | André Molitor                   |
| Boudewijn   | 1977-1983  | Jean-Marie Piret                |
| Boudewijn   | 1983-1993  | Jacques van Ypersele de Strihou |
| Albert II   | 1993-2013  | Jacques van Ypersele de Strihou |
| Filip       | 2013-2017  | Frans Van Daele                 |
| Filip       | 2017-heden | Vincent Houssiau                |